# Best Way
Best Way is een computerspelontwikkelaar gevestigd in Oekraïne in 1991. De spellen van Best Way gebruiken hun zelfgemaakte engine: Gem (latere versies: Gem2 en Gem3).

## Games
| Release | Titel                    | Platform                      | Uitgever                           |
| ------- | ------------------------ | ----------------------------- | ---------------------------------- |
| 2004    | Soldiers: Heroes of WWII | Microsoft Windows             | Codemasters                        |
| 2006    | Faces of War             | Microsoft Windows             | Ubisoft, 1C Company                |
| 2009    | Men of War               | 27 februari Microsoft Windows | 1C Company, 505 Games, Aspyr Media |
| 2016    | Soldiers: Arena          | Linux, OS X, SteamOS, Windows | Best Way                           |

### Gem Engine
Ontwikkelde spellen met de Gem-engine zijn:
| Spellen die de Gem Engine gebruiken | Spellen die de Gem Engine gebruiken |
| ----------------------------------- | ----------------------------------- |
| Titel                               | Release                             |
| Men of War: Red Tide                | November 2009                       |
| Men of War: Vietnam                 | September 2011                      |
| Men of War: Assault Squad           | Februari 2011                       |
| Majesty 2: The Fantasy Kingdom Sim  | September 2009                      |
| Majesty 2: Kingmaker                | September 2009                      |
| Majesty 2: Monster Kingdom          | September 2009                      |
| Majesty 2: Battles of Ardania       | September 2009                      |
| Majesty 2: Defenders of Ardania     | September 2009                      |